# Åstjärnen (Åre socken, Jämtland, 703503-134782)
Åstjärnen är en sjö i Åre kommun i Jämtland och ingår i Indalsälvens huvudavrinningsområde. Sjöns area är 0,016 kvadratkilometer och den befinner sig 590 meter över havet.